# 탐페레 유나이티드
탐페레 유나이티드(Tampere United)는 핀란드의 축구클럽으로, 핀란드의 1부리그인 베이카우스리가에 참가했다. 클럽의 연고지는 서부 핀란드 지역에 위치한 탐페레라는 도시이다.

## 역사
탐페레 유나이티드는 1998년 7월에 만들어졌다. 처음의 계획은 지역 축구팀인 FC 일베스와 TPV 탐페레를 병합하여 만들려 하였으나, TPV는 계속 플레이하겠다고 결정함에 따라 FC 일베스를 기반으로 탐페레 유나이티드가 탄생하였다. FC 일베스는 2부리그에 참가하고 있었기 때문에 탐페레 유나이티드 역시 2부리그에서 시작하였다.
첫 번째 시즌인 1999년에 2부리그 승격 플레이오프를 승리하여 승격하게 되었다. 2000년부터 1부리그인 베이카우스리가에 참가하게 되었고, 첫해에 6위를 기록하였다. 2001년에 리그 우승을 하였고, 2002년엔 5위, 2003년엔 3위로 시즌을 마감하였다. 2006년과 2007년에 2년 연속 리그 우승을 차지하였다.

## 역대 성적
- 베이카우스리가 (핀란드 프리미어리그)

우승 : 2001, 2006, 2007